# Маматюк Андрій Володимирович
Андрій Володимирович Маматюк (рос. Андрей Владимирович Маматюк; нар. 13 квітня 1991, Новгород, РРФСР) — російський футболіст, півзахисник та нападник.

## Життєпис
Розпочав займатися футболом у Новгороді, надалі потрапив у дубль московського «Спартака». але в столичному клубі закріпитися не зміг. У 2009 році перейшов до клубу Другої ліги Фінляндії «Якобстадс». 2010 року підписав контракт із «Газовиком». Сезон 2011/12 років провів у «Тюмені», де став стабільним гравцем основного складу. У серпні 2012 року поповнив лави клубу білоруської вищої ліги «Славія-Мозир». В елітному дивізіоні дебютував 11 серпня у матчі проти «Білшини» (1:0), в якому на 71-й хвилині замінив Олега Страхановича. По завершенні сезону залишив білоруський клуб. У серпні 2013 року підписав контракт із «Динамо» із Санкт-Петербурга. У ФНЛ Росії дебютував за «динамівців» 12 серпня 2013 року в поєдинку проти «Шинника» (Ярославль). У лютому 2014 року перейшов до рязанської «Зірки». У 2014-2016 роках виступав за пензенський «Зеніт». У сезоні 2016/17 років захищав кольори владимирського «Торпедо». У серпні 2017 року поповнив лави кримського клубу «Кизилташ». Футбольну кар'єру завершив 2022 року.

## Досягнення
- Другий дивізіон Росії (зона «Урал-Поволжжя»)
  -  Чемпіон (1): 2010